# Eleazar ben Azariah
Eleazar ben Azariah (in ebraico אלעזר בן עזריה‎?) (Palestina, I secolo – II secolo) è stato un rabbino ebreo antico Tanna vissuto in Giudea nel I secolo.

## Biografia
Fu della seconda generazione di Tannaim e un coetaneo minore di Gamaliel II, Eliezer ben Hyrcanus, e Joshua ben Hananiah, e coetaneo maggiore di Rabbi Akiva. Fu un kohen e della discendenza di Esdra e fu molto ricco. Tali circostanze, insieme alla sua erudizione, lo resero alquanto popolare.
In compagnia dei tre rabbini Gamaliele, Joshua e Akiva, andò a Roma. Non se ne conosce il motivo né il risultato, ma che fossero affari importanti si capisce dalla stagione in cui si misero in viaggio: celebrarono il Sukkot a bordo della nave che li portava a Roma.. Un'altra volta, con gli stessi compagni di viaggio, Eleazar andò a visitare le rovine del Tempio di Gerusalemme Visitando l'anziano Dosa ben Harkinas, questo esclamò gioiosamente, "Vedo in lui la realizzazione del detto biblico: «Io sono stato giovane e son anche divenuto vecchio, ma non ho visto il giusto abbandonato, né la sua progenie accattare il pane»" col quale probabilmente alludeva alla grande erudizione e proverbiale ricchezza di Eleazar, che aveva ammassato col commercio del vino, dell'olio e del bestiame. Generazioni successive ebbero a credere che sognare di Eleazar ben Azariah presagisse il sopraggiungere di ricchezze.